# LIVE FILMS YUZU YOU ARENA 〜みんなと、どこまでも〜
『LIVE FILMS YUZU YOU ARENA 〜みんなと、どこまでも〜』（ライブ フィルムス　ユズ　ユー　アリーナ　みんなと　どこまでも）は、ゆずのライブビデオ。2013年6月15日にトイズファクトリーから発売。

## 概要
2012年12月から2013年3月まで開催された「YUZU ARENA TOUR 2012-2013 YUZU YOU 〜みんなと、どこまでも」から2月17日に行われた横浜アリーナ公演の模様を完全収録している。

## 収録曲
1. オープニング〜虹
2. 1
3. シシカバブー
4. いつか
5. from
6. またあえる日まで
7. WonderFURUSATO2YOUメドレー（ワンダフルワールド〜虹〜HAMO〜Hey和〜ワンダフルワールド）
8. 地下街
9. サヨナラバス
10. 雨と泪
11. 陽はまた昇る
12. 桜会
13. REASON
14. また明日
15. いちご
16. 少年
17. 栄光の架橋
18. with you
19. 翔
20. イロトリドリ
21. 夏色

## 特典映像
- YUZU YOU TOUR TOPICS（副音声：ライブ音声）
- 夏色23変化〜生まれ変わるにも程がある〜